# 25657 Berkowitz
25657 Berkowitz este un asteroid din centura principală de asteroizi.

## Descriere
25657 Berkowitz este un asteroid din centura principală de asteroizi. A fost descoperit pe 5 ianuarie 2000 la Socorro, New Mexico, în cadrul proiectului LINEAR. Asteroidul prezintă o orbită caracterizată de o semiaxă mare de 3,01 ua, o excentricitate de 0,15 și o înclinație de 2,6° în raport cu ecliptica.